# Karosszériafóliázás
Az autófóliázás kifejezés két fő csoportra bontható szét. Az egyik alágazat az autó üvegeinek kezelésére szolgál, ezt ablakfóliázásnak, a másik iparág a karosszériaelemek bevonására szakosodott, ezt nevezzük karosszériafóliázásnak. A karosszériafóliázásnak számos oka és alfaja létezik, ezeket ismertetjük lentebb.

## Karosszériafóliázás színező fóliákkal (color wrapping)
A fóliával történő autóátszínezés szintén felbontható kisebb célcsoportokra. Tekintettel arra, hogy autót nem csak szalonállapotban vagy nem csak javító fényezés helyett lehet fóliázni, a következő alcsoportok szerint kategorizálható.

### Szalonautó-fóliázás
Egy új autó esetében az autófóliázás a karosszéria és a fényezés védelmét szolgálja. Az autófólia a legtöbb esetben megvédi az autót a kavicsfelverődésektől, gallyak, ágak karcolásaitól, a lehulló levelek elszínezéseitől, valamint a közúti sár és mocsok marásaitól. Mindemellett a színes és speciális autófóliák után elláthatja autóját karcvédő, kavicsfelverődések és egyéb agresszív sérülések elleni autófóliával. Ebből kiderül, hogy az autó védelmét minél hamarabb, amennyiben megoldható, egyenesen a szalonból a karosszériafóliás szakműhelybe célszerű eljuttatni, ezzel kivédve az idő múlásával keletkező amortizációkat.
Egy másik gyakori eset, amikor egy szalonban vásárolt autó esetén nem található abban a színben vagy igen magas felárat kérnek az autó kért színében történő legyártásakor. Ilyenkor célszerű a legolcsóbb gyári színben beszerezni az autót, ezzel több százezer vagy akár millió forintot spórolva.

### Használtautó-fóliázás
Egy régebbi, de még jó használati értékkel rendelkező autó esetében is érdemes mérlegelni az autófóliázás gondolatát. Amennyiben még legalább 3-5 éve lehet az autónak, viszonylag gondmentesen és üzembiztosan, csak a kinézete öreges, kopottas, az autófóliázás a legjobb választás. Ár-érték arányban minden egyéb technológiát maga mögé utasít, 5 év teljes körű garanciája pedig biztosíték a gondmentes autózásra. Az enyhén sérült autókarosszériát fóliázás előtt minden esetben célszerű felmérni. Ez nem csak azért fontos, mert esetlegesen a karosszériafóliázás nem képes megállítani a korróziót, hanem azért, mert esztétikailag sem a legjobb. Sok esetben elég a felületek átcsiszolása, esetleg feltöltése, hogy a maximális újautó-hatás elérhető legyen.
A lepattogott lakk a karosszérialakatos egyik leggyakoribb karosszériajavítási feladata. Legtöbb esetben a nagy mennyiségű tartós UV-sugárzás okozza. A felpattogás kezelése a megmaradt lakkréteg érintett területen történő visszacsiszolása. Fontos, hogy a karosszérialakatos ne csiszolja fel túl mélyen, mert ilyen esetekben a festék általában érintetlen. A csiszolást jobbára vizes technológiával végzik nagy finomságú csiszolóvászon segítségével. A karosszériajavítás csiszolási fázisa után a festékfelület szakszerű takarítása következik. Általában a karosszérialakatosnak nem szükséges külön oldószerrel kötőképessé tenni az eredeti festékréteget, ezért csak a megfelelő por- és zsírmentesítésre kell odafigyelni. Amikor elkészült a felület, több rétegben prémiumlakk kerül a felületre, nagynyomású szórótechnológiával. Ezt addig ismétlik, amíg a felület el nem éri a pluszos vastagságot. Amikor a karosszérialakatos mérésekkel meggyőződött a lakkrétegek végleges szilárdságának eléréséről, többmenetes polírozási eljárással egy síkba hozza felületet.

### Sérült, törött autókarosszéria fóliázása
Amikor egy autó törik, az értéke drasztikusan zuhan. Ebben az esetben a gazdája dönthet úgy, hogy megválik tőle roncs formájában vagy megkezdheti az autó helyreállítását. Ebben az esetben is jó választás lehet a karosszériafóliázás. Abban az esetben, ha a törés több elemet is érintett, legtöbb esetben a karosszériajavítást a karosszériások bontással kezdik. Ez nem csak azért fontos, hogy a karosszériás könnyebben hozzáférjen, hanem azért nélkülözhetetlen a karosszériajavítás eme eljárása, mert a belső vázszerkezeti károkra így derül fény a legkönnyebben. Az így felfedezett hibák általában orvosolhatóak, de kezelés nélkül egy meghasadt váz könnyen rohadásnak indul, és annak a karosszériajavítása már sokkal bonyolultabb és költségesebb művelet. A részlegesen javított autók esetében választható opció a javított elemek fóliázása. Ez azonban nem a legcélravezetőbb, mert a fényezés és a karosszériafólia színei általában nem egyeznek. A teljes felület fóliázása ugyan költségesnek tűnhet, de az általános 5 év garancia biztosítékot ad arra, hogy a befektetés megtérül.

## Kavicsfelverődés és karcok elleni karosszériafóliázás
A kővédő autófóliázás is készülhet új vagy használt autóra egyaránt. Célja a felpattanó kövek, egyéb közúti hulladékok, illetve a karcok kivédése.

### Kővédő vagy kavicsfelverődés elleni autófóliázás
A kavicsfelverődés napjaink egyik legsúlyosabb autóamortizációs problémája. Vezethetünk bármilyen óvatosan vagy lassan, állhat az autó akár 50-100 méterre a közutaktól, a felpattanó kavicsok lesben állnak. Egy autó évenkénti újrafényezése megoldást jelenthet a problémára, de mind költségében, mind tartósságában, nem beszélve a rétegvastagság miatti értékcsökkenésről, más megoldás lehet az optimális. A kavicsfelverődés elleni autófóliák speciálisan erre a célra lettek kifejlesztve. Megvédik az autót a legtöbb kőfelverődéstől, sok esetben még a vandalizmustól is.

#### A jó kőfelverődés elleni fólia jellemzői
- legalább 150 mikron vastagság
- poliuretén anyag
- átlátszó
- öngyógyuló
- nagy rugalmasság
- 5 év garancia
- a fóliázott autóra ez az anyag szintén felhelyezhető, akárcsak az autó karosszériájára.

#### A karosszériavédő fólia védelmet nyújt
- útról felpattanó kavicsok
- fagallyak okozta húzások, sérülések
- bogarak által okozott sérülések, foltok
- egyéb külső hatások ellen.
- a parkolás során történő apróbb balesetektől, esetleges ajtó rányitástól
- a csomagtartóba történő pakolás alkalmával a hátsó lökhárítón okozott sérülésektől
- a mosás alkalmával keletkező apróbb hajszálvékony karcok ellen
- parkolókban esetlegesen előforduló ajtórányitásoktól